# Раковиця (футбольний клуб)
Футбольний клуб ІМ Раковиця або просто Раковиця (серб. Фудбалски клуб ИМ Раковица) — професійний сербський футбольний клуб з кварталу Раковиця, Белград. Зараз команда виступає в Сербській лізі Белград.

## Досягнення
- Кубок ФС Белграду
  -  Володар (1): 2013

- Белградська зональна ліга
  -  Срібний призер (1): 2012/13

- Перша ліга Белградської зональної ліги
  -  Чемпіон (1): 2011/12